# Brin Ohmsford
Brin Ohmsford è un personaggio della trilogia di Shannara scritta da Terry Brooks. È la coprotagonista insieme a Jair Ohmsford del terzo romanzo della serie di Shannara, La Canzone di Shannara.

## Storia
Brin è informata dal druido Allanon che un nuovo pericolo sovrasta le Quattro Terre; il libro della magia nera l'Ildatch che aveva trasformato Brona nel Signore degli Inganni, è stato ritrovato da alcuni suoi seguaci umani trasformati a loro volta in Mortombre che hanno nascosto il libro in una foresta palude chiamata Maelmord.
Il Druido le chiede di aiutarlo affinché ella penetri con l'aiuto della sua canzone magica nel Maelmord per recuperare il libro per poi distruggerlo. Brin accetta e insieme a Rone Leah e Allanon partono per le Terre dell'Est.
La piccola compagnia si dirige verso i Denti del Drago luogo in cui Allanon deve incontrare l'ombra del padre Bremen che emergerà dall'aldilà dalle acque del Perno dell'Ade perché gli deve fare una profezia. Procedendo per le Terre dell'Est la compagnia si dirige verso la Fortezza di Paranor antica dimora dei druidi per distruggerla affinché i segreti della magia dei druidi non cadano nelle mani del male.
Il viaggio continua passando direttamente per le montagne del Wolfsktaag, le pianure di Terrabuia e la Vecchia Palude, dimore di antiche magie da cui si tengono lontani anche le Mortombre e i loro schiavi Gnomi. Sulle montagne del Wolfsktaag incontrano una Jachyra, un essere malvagio di un'altra era; Allanon sconfigge il mostro, ma riporta ferite mortali. Prima di morire il Druido nomina Brin sua erede.
Brin ormai è sola con tutto peso di trovare L'Ildatch con il potere della canzone magica che può sì salvare, ma anche distruggere. Lo scopre quando per proteggere se stessa e Rone da un tentativo di violenza da parte di alcuni malintenzionati usando una canzone magica per poco non li uccide.
Per raggiungere il Maelmord Brin e Rone si fanno fare da guida da un nuovo gruppo di amici: Cogline, sua nipote Kimber Boh e da Baffo un gatto delle paludi. Prima di giungere alla foresta palude Brin decide di allontanarsi dal resto del gruppo perché sente che grava su di lei un grave pericolo che non è giusto far ricadere anche sugli altri. Così si inoltra nella foresta con la consapevolezza che l'uso della canzone la sta cambiando e che sta perdendo il controllo del suo potere.
Man mano che la giovane procede nella foresta sente che la magia nera si sta impossessando della sua mente; a un certo punto al centro della foresta si intravedono le rovine di una torre, dentro Brin sente che c'è il cuore del male: l'Ildatch! Brin raggiunge il libro e vi posa sopra le sue mani; a questo punto il libro comincia a parlarle e cerca di convincerla che lei insieme a lui sono una sola cosa; la giovane si sente risucchiare dal male. Brin è completamente sotto il controllo dell'Ildatch e si sta trasformando anche lei in una creatura del male. Però quando tutto sembra perso l'immagine di suo fratello Jair le appare e la persuade con la forza del suo amore fraterno che il libro e lei non sono una sola cosa. La giovane ritorna in sé e con l'aiuto della canzone magica distrugge il libro del male e con esso tutte le creature del male che l'avevano adorato.
Come atto finale Brin ritorna a trovare Allanon che le comunica che l'ha scelta come suo successore e che il tempo della magia è per il momento terminato, ma ci sarà un momento lontano che questa ritornerà e la missione a lei assegnata ritornerà in primo piano. A questo punto Brin ha ultimato la missione e può ritornare a casa, a Valle d'Ombra.
Nella graphic novel Lo Spirito Oscuro di Shannara si scopre che si è sposata con Rone Leah e che ha avuto un figlio a cui ha dato il nome del fratello, Jair.